# Alfred von Henikstein
Alfred Freiherr von Henikstein (11 de agosto de 1810 - 29 de enero de 1882) fue el oficial judío de más alto rango en el Ejército austríaco y jefe de Estado Mayor antes y durante la guerra austro-prusiana.
Von Henikstein nació en Oberdöbling en las cercanías de Viena, el hijo pequeño del banquero judío Ritter Joseph von Henikstein. Fue bautizado de niño y en 1828 ingresó en el cuerpo de ingenieros austríaco.
En 1829 se convirtió en teniente, en 1832 en teniente primero y en 1842 en capitán. En 1835 se casó en Verona con Santina von Scholl, hija del arquitecto de fortalezas Franz von Scholl, el "Vauban austríaco".
En 1848 luchó en Italia ante Venecia, participando en la construcción del Fuerte San Pietro. También tomó parte en la campaña húngara y el mismo año se convirtió en mayor en el estado mayor general, y al año siguiente en coronel. Con el IV. Cuerpo ocupó Altona. En 1852 vivió en Venecia, donde su esposa murió en 1853. En 1854 pasó a ser mayor general, y en 1859 teniente general en el Tirol. 
Se convirtió en jefe de Estado Mayor en 1863. Eficiente oficial en el nivel de cuerpo de ejército, fue ascendido por encima de su cualificación y a pesar de su rechazo inicial al nombramiento.
En la guerra austro-prusiana de 1866 su papel como jefe de Estado Mayor fue revocado el día antes de la batalla de Königgrätz, aunque participó en la batalla. Después de la guerra debió enfrentarse a una consejo de guerra; el proceso fue detenido por el emperador, pero Henikstein debió retirarse.
Alfred von Henikstein murió el 29 de enero de 1882 en Viena.